# Такуру
Такуру (порт. Tacuru) — муниципалитет в Бразилии, входит в штат Мату-Гросу-ду-Сул. Составная часть мезорегиона Юго-запад штата Мату-Гроссу-ду-Сул. Входит в экономико-статистический микрорегион Игуатеми. Население составляет 9814 человека на 2006 год. Занимает площадь 1785,315 км². Плотность населения — 5,5 чел./км².

## История
Город основан 13 мая 1980 года. 

## Статистика
- Валовой внутренний продукт на 2003 год составляет 56 427 894,00 реалов (данные: Бразильский институт географии и статистики).
- Валовой внутренний продукт на душу населения на 2003 год составляет 6060,35 реалов (данные: Бразильский институт географии и статистики).
- Индекс развития человеческого потенциала на 2000 год составляет 0,662 (данные: Программа развития ООН).

## География
Климат местности: субтропический. В соответствии с классификацией Кёппена, климат относится к категории Cfa.